# Henry Abbey
Henry E. Abbey (Akron, 27 giugno 1846 – New York, 17 ottobre 1896) è stato un impresario teatrale statunitense.
Figlio di Henry Stephen Abbey, un orologiaio e proprietario di una gioielleria e Elizabeth Smith, si diplomò con il massimo dei voti nella locale Akron High School, e iniziò a lavorare nell'attività paterna fino a quando non iniziò la sua carriera da manager e impresario nel 1869 presso la locale Sumner Opera House. Nel 1871 divenne manager della Akron Academy of Music di nuova costruzione, incarico che ricoprì per un anno prima di trasferirsi a Cleveland per gestire la Euclid Avenue Opera House su invito dell'attore ed impresario John A. Ellsler, con il quale collaborò per gestire il tour di spettacoli di artisti come l'attore comico Edwin Adams e Jane Coombs. 

Dopo la morte del padre nel 1873, Abbey continuò a gestire la gioielleria di famiglia, pur mantenendo la sua attività di manager per diversi attori teatrali, tra i quali John T. Raymond e Lotta Crabtree. Nel 1876 Abbey decise di vendere la gioielleria paterna e con i proventi si unì in società con l'attore e impresario John B. Schoeffel nella gestione della Academy of Music di Buffalo.

Tra il 1876 ed il 1879 si occupò dei tour del celebre caratterista Edward Askew Sothern e ideò il sodalizio scenico tra William H. Crane e Stuart Robson, raccogliendo enorme successo. Nel 1880, prese in gestione il Booth's Theatre di Edwin Booth, e fu impresario di tutte le sue rappresentazioni shakespeariane. In quello stesso periodo, Abbey ebbe la straordinaria intuizione di introdurre sulle scene teatrali statunitensi l'attrice Sarah Bernhardt, la quale gli affidò ben 164 delle sue apparizioni americane.

Nel 1881 inaugurò la sua collaborazione con il mondo dell'opera lirica facendo da manager per il tour di concerti del soprano Adelina Patti e nel 1882 organizzò la tournee di addio della soprano europea Christina Nilsson, curando nel contempo l'esordio americano dell'attrice britannica Lillie Langtry.

Nel 1883 divenne manager del Metropolitan Opera appena costruito e organizzando grandi concerti con artisti del calibro di Christine Nilsson, Sofia Scalchi, Italo Campanini, Franco Novara,
e Giuseppe Del Puente, oltre a curare l'esordio di Marcella Sembrich.